# Lea T
 (avril 2019).
Lea T, née le 19 avril 1981 à Belo Horizonte, est une top model brésilienne.

## Biographie
Lea T est assignée homme à la naissance. Elle est issue d'une famille catholique de quatre enfants. Son père, Antônio Carlos Cerezo, est un joueur international de football.
Assistante de Riccardo Tisci, directeur artistique de Givenchy, elle apparait dans la campagne publicitaire de la marque dont le slogan est « Confusion des genres ». Elle devient égérie de Givenchy en 2010, et depuis elle défile régulièrement pour la marque. 
En 2011, elle fait la couverture du magazine Love édition printemps/été avec Kate Moss.
Femme trans, Lea T est engagée dans la lutte pour les droits des personnes trans.
En novembre 2014, elle devient égérie de la marque américaine Redken, rejoignant ainsi Sky Ferreira et Chiara Ferragni dans les rangs des égéries de la firme.